# الناصرة (حمص)
الناصرة بلدة وناحية إدارية تتبع منطقة تلكلخ في محافظة حمص في سورية. بلغ عدد سكان الناحية 16,678 نسمة حسب تعداد عام 2004.
تضم القرى (والمزارع) التالية: بحزينا، بيدر رفيع، تنورين، جنكمرة، جوار العفص، حارة محفوض، حب نمرة، الدغلة، دوير اللين، زويتينة، عين الباردة، عين الراهب، (سريتا – غالي) قرب علي، القلاطية، كفرة، الكيمة، مرمريتا، المزرعة، مشتى عازار ، المشتاية، (دير مار جرجس)، التلة، الحصن، عمار الحصن (قلعة الحصن) ، شواهد .